# Nektarzyk długosterny
Nektarzyk długosterny (Hedydipna metallica) – gatunek małego ptaka z rodziny nektarników (Nectariniidae). Zasiedla północno-wschodnią Afrykę od Egiptu po Somalię oraz południowy Półwysep Arabski. Monotypowy. Niezagrożony wyginięciem.

## Taksonomia
Gatunek po raz pierwszy opisał Martin Lichtenstein w roku 1823. Holotyp pochodził z miasta Dongola w Sudanie. Autor nadał mu nazwę Nectarinia metallica, następnie nektarzyka długosternego przeniesiono do rodzaju Anthreptes, a obecnie IOC umieszcza go w Hedydipna. Nazwy Hedydipna metallica użyto już jednak w 1850 roku. Zarówno IOC jak i autorzy HBW uznają gatunek za monotypowy.

## Morfologia

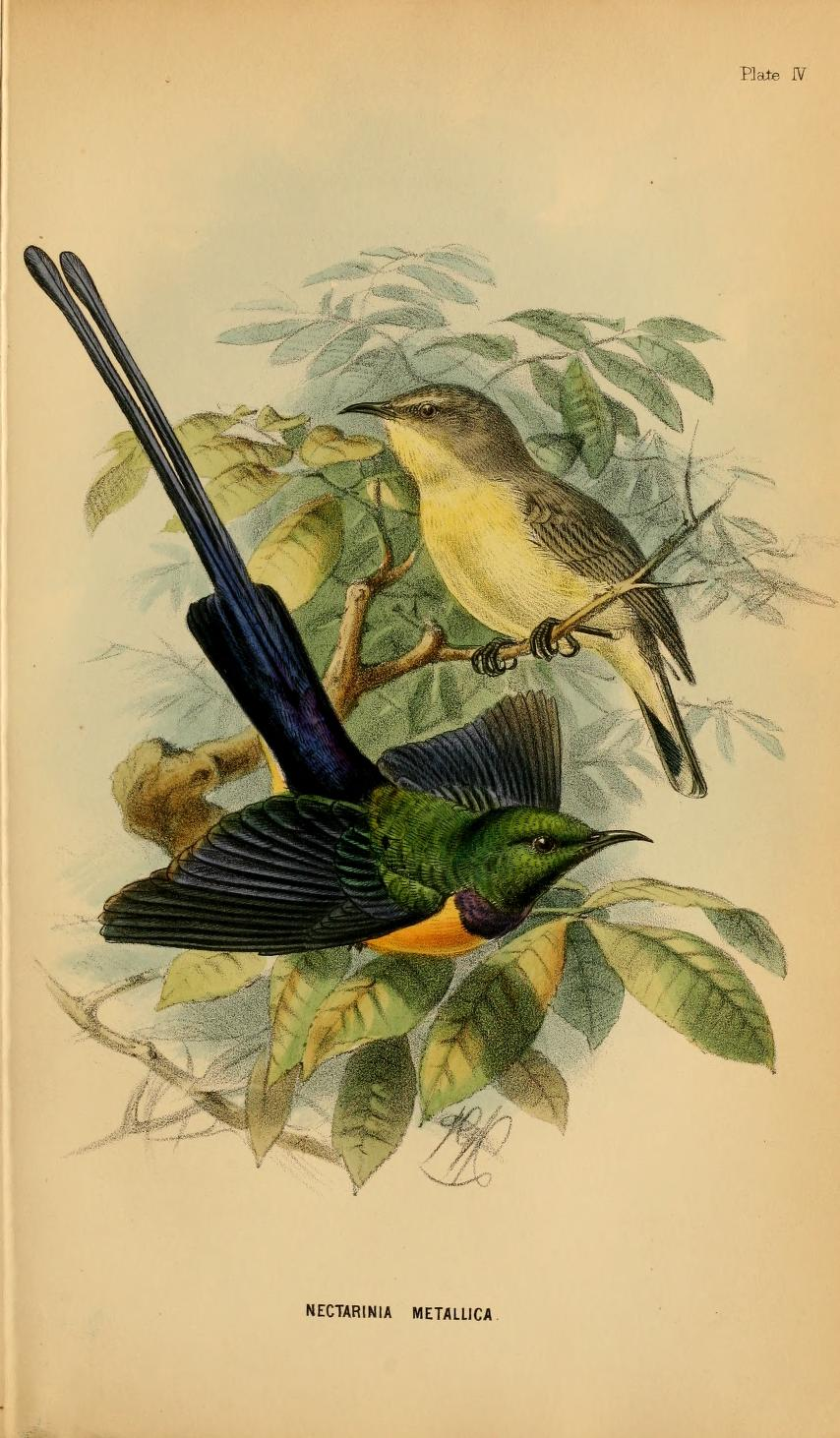
Tablica barwna z 1872 roku przedstawiająca samca i samicę

Dziób mierzy około 1–1,2 cm, skrzydło 5,3–5,5 cm, ogon u samców 9,6–10,1 cm (u samic 3,5–3,8 cm), natomiast skok 1,5 cm. Występuje wyraźny dymorfizm płciowy. U samca głowa, szyja, grzbiet i pokrywy skrzydłowe małe metalicznozielone z opalizacją. Kuper, pokrywy nadogonowe i obrzeżenie zielonego obszaru na szyi metalicznofioletowe. Lotki ciemnobrązowe. Reszta pokryw skrzydłowych ciemna. Brzeg skrzydła i pokrywy podskrzydłowe czarne. Spód ciała ma intensywnie żółtą barwę. Pokrywy podogonowe czysto białe. Sterówki z wydłużoną środkową parą czarne z niebieskim połyskiem. Dziób i nogi czarne. Tęczówka ciemnobrązowa. U samicy wierzch ciała jednolicie ziemistobrązowy, sterówki czarnobrązowe, na zewnętrznej parze występuje białe obrzeżenie i plama na końcu. Brzeg skrzydła i pokrywy podogonowe matowobiałe. Pozostała część spodu ciała jasnożółta.

## Zasięg występowania
Całkowity zasięg został oszacowany przez BirdLife International na 1 210 000 km². Rozciąga się od Egiptu (centralno-wschodni i okolice Nilu) po Sudan, Erytreę, zachodnią, wschodnią i północną Etiopię, Dżibuti i południowy Półwysep Arabski. W wymienionych obszarach osiadły. Poza sezonem lęgowym odwiedza wschodnią Etiopię i północną Somalię. Środowisko życia stanowią obszary trawiaste, sawanny, zakrzewienia i wiejskie ogrody do wysokości 1600 m n.p.m., okazjonalnie 2200 m n.p.m. W Arabii Saudyjskiej w Janbu odnotowano pojawienie się w obszarze industrialnym.

## Lęgi
W Egipcie okres lęgowy trwa w czerwcu i lipcu. Gniazdo zawieszone jest na wysokości 3–5 m nad ziemią. Stanowi je owalna konstrukcja z bocznym wejściem, utworzona z traw oraz korzeni. Znajduje się blisko wody. Zniesienie liczy 2–4 jaja o wymiarach około 20,5–11 mm, mają cienkie skorupki. Są białe z różowawym odcieniem, pokryte drobnymi rudymi plamkami i większymi fioletowobrązowymi lub szarymi. W ciągu roku wyprowadza dwa lęgi.

## Status
IUCN uznaje nektarzyka długosternego za gatunek najmniejszej troski (LC, Least Concern) nieprzerwanie od 1988 roku. Liczebność populacji nie została oszacowana, ale ptak ten opisywany jest jako pospolity, lokalnie bardzo liczny. Trend liczebności populacji uznawany jest za stabilny.